# Dea de Tarant
La Dea de Tarant (originàriament anomenada Dea entronitzada de Tarant) és una estàtua grega de 151 cm   d'alçada, creada aproximadament cap al 480 aC, al començament del període clàssic.

## Característiques generals

### Fitxa tècnica
Realitzada en marbre i amb 1,51 m d'alçada, representa una dea grega asseguda (Persèfone, Hera o potser Atena).
L'escultura aparegué el 1911 durant uns treballs d'excavació a la regió de Tarent, al sud d'Itàlia, en una fossa de quatre metres de fondària. Segons certs investigadors, però, inclòs el professor Vincenzo Casagrandi, els escriptors Gaudio Incorpora, Adriano Scarmozzino i Pi Macrì i l'arqueòleg Paolo Orsi, l'escultura fou trobada, per primera vegada, a començaments del 1900 per un agricultor en una vinya del territori de Locri, a Calàbria, on era l'antiga ciutat de Locres Epizefiris. Més tard, l'escultura fou transportada en secret a Tarent.
El culte a Persèfone està àmpliament testificat a la zona de Reggio de Calàbria, on s'han descobert molts pínaxs, que daten d'un període comprés entre el 490 aC i el 450 aC, que representen escenes relatives al mite de Persèfone, i es conserven al Museu Nacional de la Magna Grècia, a Reggio de Calàbria.
El 1914, a Tarent, un arqueòleg alemany, Theodor Wiegand, li la va comprar a un comerciant d'art anomenat Jacob Hirsch, per als museus de Berlín. Es troba des del 2011 al Museu de Pèrgam (Sk-176) de la col·lecció d'antiguitats de Berlín.

### Els messapis
Se'n desconeix l'artista exacte; degué, però, formar part del poble messapi, indígenes de la península de Salento i del flanc meridional del massís del Murge. El seu territori és el que després ocuparia l'assentament grec de Tarant, la capital del qual era Brentèsion, hui Bríndisi.

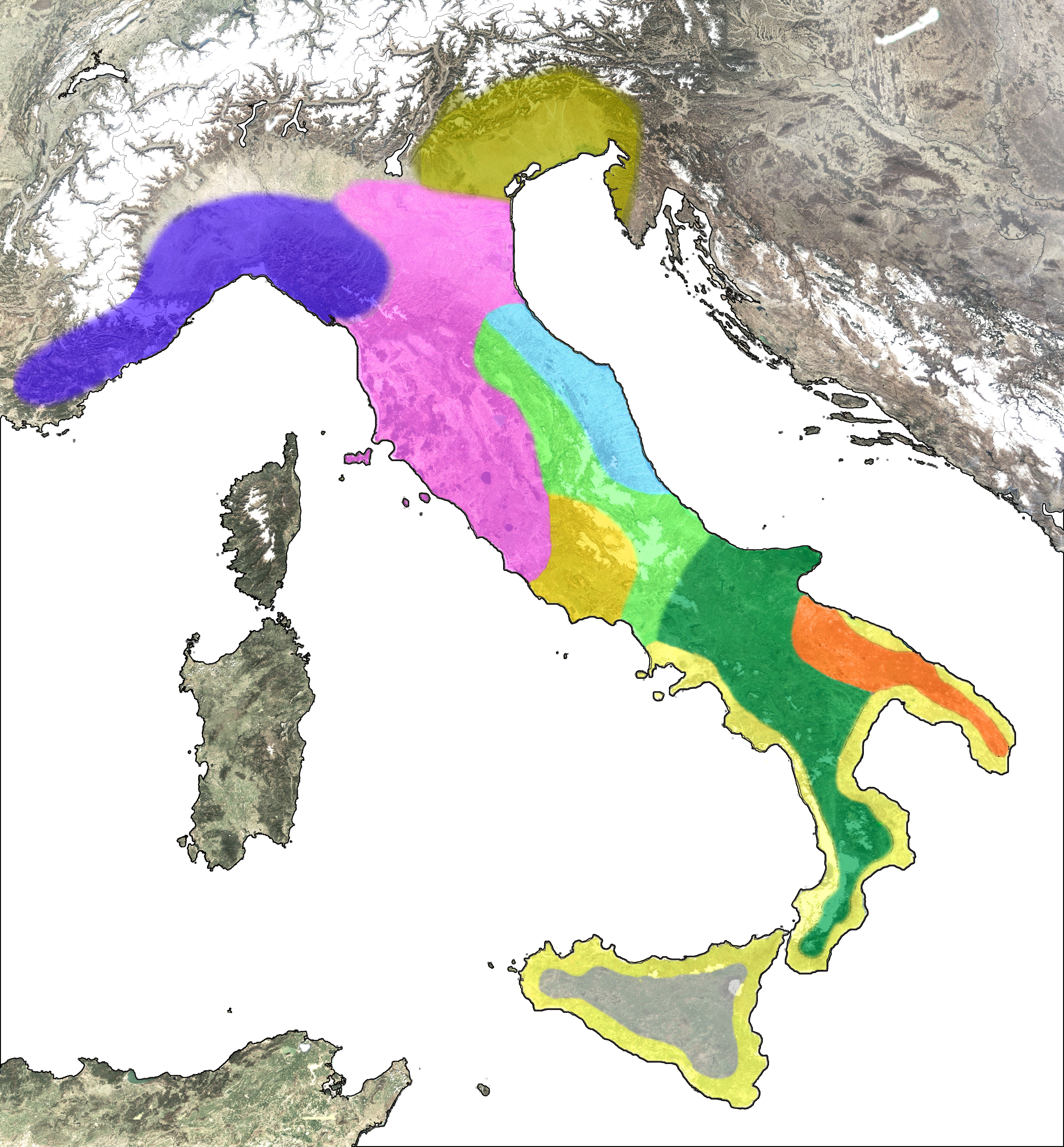
Esquema del poblament de la Península Itàlica al començament de l'edat del Ferro. La part taronja representa el territori dels messapis

El poble messapi era un poble itàlic en el sentit geogràfic del terme, amb la seua pròpia llengua, cultura, i els seus déus. La majoria dels seus recursos provenien del comerç i de l'agricultura.

## La influència grega

### La colonització grega al sud d'Itàlia
Si l'autor de l'estàtua és itàlic en el sentit geogràfic del terme, la seua elaboració se situa en un context ben precís d'hel·lenització de la Itàlia meridional, també dita la Magna Grècia (en grec antic: Μεγάλη Ἑλλάς, Megalè Hellas). Durant el període arcaic, a partir del segon quart del segle viii aC, les ciutats gregues colonitzaren part del sud d'Itàlia durant la seua expansió per la Mediterrània i les costes de la mar Negra. Aquestes fundacions, anomenades italiotes, eren o bé emporis (ports comercials), o bé apoikiai (colònies) segons la relació amb els pobles autòctons del lloc.
Si bé resten evidències d'una anterior presència micènica al lloc, l'assentament pròpiament grec de Tarant hauria estat fundat al 706 aC per un grup de soldats exiliats de classe popular procedents d'Esparta. Si bé aquests soldats eren grans guerrers instal·lats en un punt estratègic del comerç mediterrani, el poble messapi s'oposà des de la seua arribada a tota forma d'expansió terrestre.

### Lluita de poder entre messapis i tarantins
Les relacions entre totes dues entitats polítiques són tibants. Les guerres són freqüents, però els tarantins amb la seua cavalleria lleugera, particularment famosa, acaben prenent-los avantatge. A començaments del segle v aC, els tarantins aixafen els exèrcits messapis. Van massacrar, saquejar i cremar tota la zona, després de la qual cosa el poble messapi s'inclina davant la cultura grega així com la resta de l'Itàlia meridional després d'aquesta demostració de força.

### Hel·lenització del poble messapi
Després d'aquests fets, els messapis construeixen muralles, s'organitzen imitant els grecs en lligues defensives i adopten la cultura grega. Només alguns anys més tard, les ciutats messàpies inverteixen l'ordre de la força i llancen el primer moviment anomenat de «descolonització», del qual hi ha rastres. En el 473 aC, la cavalleria messàpia reutilitza les tècniques de guerra gregues, aixafa l'exèrcit tarantí i saqueja la ciutat.
Si aquest esdeveniment és una catàstrofe per als grecs del sud d'Itàlia, marca per als messapis el començament d'una edat d'or durant seixanta d'anys, que marca també el desenvolupament més intensiu de l'hel·lenització del poble messapi, en particular amb l'arribada massiva d'artistes de la metròpoli grega (Atenes fou ocupada en el 480 aC pels perses, i els tallers d'art s'exilien). És així, després de l'hel·lenització dels messapis pels tarantins, durant el seu apogeu econòmic, polític i cultural en què s'esculpeix la Dea de Tarant.

## Les escultures de culte en la religió grega

### Descripció de l'estàtua
L'escultura conté un fort paper religiós. La dea és asseguda solemnement sobre un tron adornat amb coixins i respatller, que testifica un important paper. A l'esquena encara s'aprecien lleus rastres de la policromia original. Hi ha tres tipus de robes diferents que li cobreixen el cos: un llarg quitó fins als peus, un mantell oblic mantingut per sis tirants sobre el braç dret, i un bell xal que li cobreix l'esquena i part dels braços. El tron i l'escultura es van calcular perquè es veiés de front. No era pas un simple objecte decoratiu que es podia observar a 360 graus, sinó un objecte de culte.

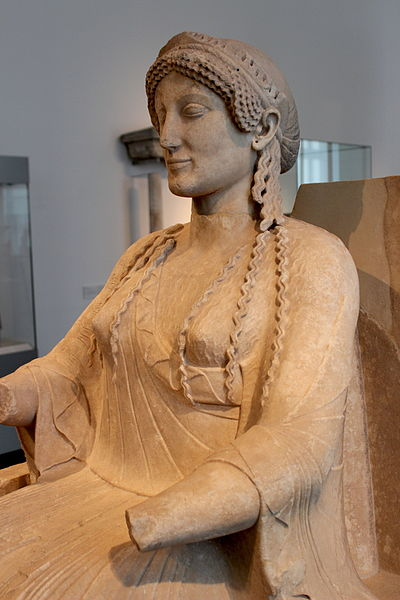
Detalls de la dea

Duu una diadema al cabell amb esquerdes i forats per a un element decoratiu metàl·lic que no s'ha trobat. Als lòbuls de les orelles, la dea portava arracades, també de metall i també perduts. Aquests elements testifiquen una dea d'entitat, poderosa, el culte de la qual seria objecte d'una atenció particular.

### La representació antropomòrfica de la dea
L'estàtua té forma humana en aparença i en les dimensions. Aquesta manera de representar els déus testifica una relació particular amb ells. L'estàtua representa una divinitat amb trets humans. La representació d'un déu podia ser un xòanon, gairebé informe. En l'època clàssica encara tenien lloc rituals davant pals i pedres amb un simbolisme molt fort.

### L'expressió de la divinitat
L'expressió de la divinitat no tracta necessàriament d'imitar o d'assemblar-se a una deïtat inscrita en l'imaginari col·lectiu, a diferència de l'art cristià, per exemple, en què les representacions de personatges com la Mare de Déu responen a trets físics institucionalitzats. De fet, això és una dificultat per als historiadors, per reconéixer la deïtat representada sense un signe distintiu que ajude, com el llamp amb Zeus.
Aquesta representació de la divinitat prové de la idea que una estàtua és sols una mitjancera amb les deïtats. Els grecs representen així una divinitat d'una manera antropomòrfica per a afalagar aquesta deïtat. Aquesta imatge divina rep els atributs positius del cos humà (bellesa, joventut, etc.), idea que es troba en molts dels noms donats als déus (Persèfone, literalment 'la que porta la mort', també anomenada μελιτώδης, Melitôdēs, que significa 'semblant a la mel').